# Flugplatz Ouanaminthe

i7
i11
i13
Der Flugplatz Ouanaminthe (französisch Aéroport Ouanaminthe, Haitianisch-Kreolisch Ayewopò Wanament, LID: HT-0010) liegt im Département Nord-Est von Haiti im Nordosten des Landes an der Grenze zur Dominikanischen Republik.

## Beschreibung
Der Flugplatz Ouanaminthe liegt mit seiner 735 Meter langen Piste im Süden der Gemeinde. Die Piste ist nicht eingefriedet und nicht gesichert. Eine Beleuchtung ist nicht vorhanden, auch keine Einrichtungen wie Treibstoffversorgung, Flugsicherung oder Feuerwehr.
Der Flugplatz wird von Chartermaschinen genutzt; Mission Aviation Fellowship nennt Ouanaminthe als einen von Port-au-Prince aus bedienten Zielflugplatz.
Im Rahmen einer Initiative des damaligen Präsidenten Jovenel Moïse zur Verbesserung der kommunalen Infrastruktur wurde die Start- und Landebahn des Flugplatzes neu planiert und befestigt.